# Aimee Yonce Shennel
Aimee Yonce Shennel, nombre artístico de Wilnest Domínguez (República Dominicana, siglo XX), es una drag queen de origen dominicano y residente en Canadá que participó en la cuarta temporada de Canada's Drag Race.

## Carrera
Aimee Yonce Shennel es una artista drag radicada en Ottawa. Fue coronada como Miss Capital Pride y ha ganado otros premios locales, incluidos Drag del Año, Artista Drag Favorita del Público y Actuación del Año. En 2022, formó parte del Queer Black Excellence Showcase junto a Kendall Gender.
Aimee Yonce Shennel compitió en la cuarta temporada de Canada's Drag Race, que se estrenó en 2023. En el cuarto episodio, quedó entre las dos últimas en un desafío de diseño y tuvo que hacer un lip sync de «Come Through» de Priyanka con Lemon, enfrentándose a Nearah Nuff; ambas concursantes fueron salvadas de la eliminación por los jueces. En el quinto episodio, Aimee Yonce Shennel interpretó a Jesús en el desafío Snatch Game. Ella y Kitten Kaboodle fueron eliminadas en el torneo de lip sync «Slay-Off» del sexto episodio.

## Vida personal
Aimee Yonce Shennel creció en la República Dominicana. Se trasladó a Canadá en 2016 y, desde entonces, se ha convertido en ciudadana naturalizada del país. Aimee Yonce Shennel utiliza los pronombres ella en drag y él fuera de drag.

## Filmografía
- Canada's Drag Race
- Bring Back My Girls